# Панн, Александр Михайлович
Панн Александр Михайлович (25 марта 1914, с. Лозовое — 21 февраля 1993, Санкт-Петербург) — советский кинооператор работавший на киностудии «Узбекфильм». Заслуженный деятель искусств Узбекской ССР (1966).

## Биография
Родился в 1914 году в селе Лозовое Харьковской губернии Российской империи.
В 1933 году окончил Киевское ФЗУ печатников, затем в 1940 году окончил в Москве операторский факультет ВГИКа.
Участник Великой Отечественной войны. Служил в 335-м зенитном артиллерийском полку Закавказской зоны ПВО.
Старший лейтенант, заместитель командира батальона по политчасти, секретарь парткомиссии политотдела полка. Член ВКП(б). Награждён медалями «За оборону Кавказа» (1944) и «За победу над Германией» (1945), орденом Отечественной войны I степени (1985).
С 1946 года работал на Ташкентской киностудии где был оператором документальных фильмов, сюжетов для киножурналов «Советский Узбекистан» и «Новости дня». Был ассистентом оператора Василия Сибирцева на съёмках художественного фильма «Дочь Ферганы».
С 1955 года — оператор художественных картин киностудии «Узбекфильм», снял около 30 фильмов.
В 1959 году награждён Медалью «За трудовое отличие».
В 1966 году присвоено звание «Заслуженный деятель искусств Узбекской ССР».
Умер в 1993 году в Санкт-Петербурге.

## Фильмография
Кинооператор художественных фильмов:
- 1955 — Встретимся на стадионе
- 1956 — Священная кровь
- 1957 — По путевке Ленина
- 1959 — Второе цветение
- 1961 — Птичка-невеличка
- 1963 — Над пустыней небо
- 1964 — Звезда Улугбека
- 1965 — Родившийся в грозу
- 1967 — Войди в мой дом
- 1968 — Красные пески
- 1970 — Интеграл
- 1972 — Седьмая пуля
- 1972 — Семург
- 1973 — Мой добрый человек
- 1973 — Побег из тьмы
- 1974 — Ласточки прилетают весной
- 1975 — Горькая ягода
- 1976 — Ради других
- 1978 — Ясные ключи
- 1979 — Дуэль под чинарой
- 1979 — На ринг вызывается...
- 1981 — Радуга семи надежд
- 1983 — Уроки на завтра
- 1984 — Дневник, письмо и первоклассница
- 1985 — Вина лейтенанта Некрасова
- 1987 — По второму кругу